# ETTU Champions League der Damen 2022/23
Die ETTU Champions League 2022/23 war bei den Frauen die 18. Austragung des internationalen Tischtennisturniers. Titelverteidiger KTS Tarnobrzeg gewann den Pokal zum zweiten Mal in Folge und konnte sich im Finale gegen Metz TT aus Frankreich durchsetzen.

## Gruppenphase

### Erste Runde

#### Gruppe A
10. bis 11. September 2022
| Datum         | Mannschaft 1           | Mannschaft 2           | Ergebnis |
| ------------- | ---------------------- | ---------------------- | -------- |
| 10. Sep. 2022 | TT Moravsky Krumlov    | ALCL TT Grand-Quevilly | 3:2      |
| 10. Sep. 2022 | Girbau-Vic TT          | TT Moravsky Krumlov    | 2:3      |
| 11. Sep. 2022 | ALCL TT Grand-Quevilly | Girbau-Vic TT          | 3:0      |

| Pl. | Verein                 | S | N | Spiele | Pkt. |
| --- | ---------------------- | - | - | ------ | ---- |
| 1   | TT Moravsky Krumlov    | 2 | 0 | 6:4    | 4    |
| 2   | ALCL TT Grand-Quevilly | 1 | 1 | 5:3    | 3    |
| 3   | Girbau-Vic TT          | 0 | 2 | 2:6    | 2    |

|            | Tschechien | Frankreich | Spanien |
| ---------- | ---------- | ---------- | ------- |
| Tschechien | —          | 3:2        | 3:2     |
| Frankreich |            | —          | 3:0     |
| Spanien    |            |            | —       |

#### Gruppe B
10. bis 11. September 2022
| Datum         | Mannschaft 1              | Mannschaft 2              | Ergebnis |
| ------------- | ------------------------- | ------------------------- | -------- |
| 10. Sep. 2022 | Leka Enea Irun GEWO       | ASD Quattro Mori Cagliari | 1:3      |
| 11. Sep. 2022 | ASD Quattro Mori Cagliari | Saint-Denis US 93         | w/o      |
| 11. Sep. 2022 | Saint-Denis US 93         | Leka Enea Irun GEWO       | w/o      |

| Pl. | Verein                    | S | N | Spiele | Pkt. |
| --- | ------------------------- | - | - | ------ | ---- |
| 1   | ASD Quattro Mori Cagliari | 2 | 0 | 6:1    | 4    |
| 2   | Leka Enea Irun GEWO       | 1 | 1 | 4:3    | 3    |
| 3   | Saint-Denis US 93         | 0 | 2 | 0:6    | 0    |

|            | Italien | Spanien | Frankreich |
| ---------- | ------- | ------- | ---------- |
| Italien    | —       | 3:1     | w/o        |
| Spanien    |         | —       | w/o        |
| Frankreich |         |         | —          |

#### Gruppe C
7. bis 8. September 2022
| Datum        | Mannschaft 1                    | Mannschaft 2                    | Ergebnis |
| ------------ | ------------------------------- | ------------------------------- | -------- |
| 7. Sep. 2022 | Tecnigen Linares                | SCO Ossiachersee Bodensdorf     | 3:0      |
| 7. Sep. 2022 | Panathinaikos Athlitikos Omilos | Budaörsi SC                     | 0:3      |
| 8. Sep. 2022 | Budaörsi SC                     | SCO Ossiachersee Bodensdorf     | 3:0      |
| 8. Sep. 2022 | Tecnigen Linares                | Panathinaikos Athlitikos Omilos | 3:0      |
| 8. Sep. 2022 | Panathinaikos Athlitikos Omilos | SCO Ossiachersee Bodensdorf     | 3:2      |
| 8. Sep. 2022 | Budaörsi SC                     | Tecnigen Linares                | 1:3      |

| Pl. | Verein                          | S | N | Spiele | Pkt. |
| --- | ------------------------------- | - | - | ------ | ---- |
| 1   | Tecnigen Linares                | 3 | 0 | 9:1    | 6    |
| 2   | Budaörsi SC                     | 2 | 1 | 7:3    | 5    |
| 3   | Panathinaikos Athlitikos Omilos | 1 | 2 | 3:8    | 4    |
| 4   | SCO Ossiachersee Bodensdorf     | 0 | 3 | 2:9    | 3    |

|              | Spanien | Ungarn | Griechenland | Osterreich |
| ------------ | ------- | ------ | ------------ | ---------- |
| Spanien      | —       | 3:1    | 3:0          | 3:0        |
| Ungarn       |         | —      | 3:0          | 3:0        |
| Griechenland |         |        | —            | 3:2        |
| Osterreich   |         |        |              | —          |

#### Gruppe D
6. bis 7. September 2022
| Datum        | Mannschaft 1         | Mannschaft 2         | Ergebnis |
| ------------ | -------------------- | -------------------- | -------- |
| 6. Sep. 2022 | Reus Ganxets MIRÓ    | TTC Novi Sad         | 0:3      |
| 7. Sep. 2022 | Reus Ganxets MIRÓ    | TTC NanoTech Villach | 2:3      |
| 7. Sep. 2022 | TTC NanoTech Villach | TTC Novi Sad         | 2:3      |

| Pl. | Verein               | S | N | Spiele | Pkt. |
| --- | -------------------- | - | - | ------ | ---- |
| 1   | TTC Novi Sad         | 2 | 0 | 6:2    | 4    |
| 2   | TTC NanoTech Villach | 1 | 1 | 5:5    | 3    |
| 3   | Reus Ganxets MIRÓ    | 0 | 2 | 2:6    | 2    |

|            | Serbien | Osterreich | Spanien |
| ---------- | ------- | ---------- | ------- |
| Serbien    | —       | 3:2        | 3:0     |
| Osterreich |         | —          | 3:2     |
| Spanien    |         |            | —       |

### Zweite Runde

#### Gruppe A
| Datum         | Mannschaft 1               | Mannschaft 2               | Ergebnis |
| ------------- | -------------------------- | -------------------------- | -------- |
| 9. Nov. 2022  | ASD Quattro Mori Quagliari | UCAM Cartagena             | 0:3      |
| 12. Nov. 2022 | ASD Quattro Mori Quagliari | TTC Berlin eastside        | 1:3      |
| 18. Nov. 2022 | TTC Berlin eastside        | ASD Quattro Mori Cagliari  | 2:3      |
| 29. Nov. 2022 | UCAM Cartagena             | TTC Berlin eastside        | 3:0      |
| 2. Dez. 2022  | TTC Berlin eastside        | UCAM Cartagena             | 3:2      |
| 4. Dez. 2022  | UCAM Cartagena             | ASD Quattro Mori Quagliari | 3:0      |

| Pl. | Verein                     | S | N | Spiele | Pkt. |
| --- | -------------------------- | - | - | ------ | ---- |
| 1   | UCAM Cartagena             | 3 | 1 | 11:3   | 7    |
| 2   | TTC Berlin eastside        | 2 | 2 | 8:9    | 6    |
| 3   | ASD Quattro Mori Quagliari | 1 | 3 | 4:11   | 5    |

|             | Spanien | Deutschland | Italien |
| ----------- | ------- | ----------- | ------- |
| Spanien     | —       | 3:0         | 3:0     |
| Deutschland | 3:2     | —           | 2:3     |
| Italien     | 0:3     | 1:3         | —       |

#### Gruppe B
| Datum         | Mannschaft 1      | Mannschaft 2      | Ergebnis |
| ------------- | ----------------- | ----------------- | -------- |
| 21. Okt. 2022 | Metz TT           | TTC Novi Sad      | 3:0      |
| 23. Okt. 2022 | Metz TT           | SKST Plus Hodonin | 3:2      |
| 8. Nov. 2022  | TTC Novi Sad      | SKST Plus Hodonin | 3:0      |
| 10. Nov. 2022 | TTC Novi Sad      | Metz TT           | 2:3      |
| 29. Nov. 2022 | SKST Plus Hodonin | Metz TT           | 2:3      |
| 1. Dez. 2022  | SKST Plus Hodonin | TTC Novi Sad      | 1:3      |

| Pl. | Verein            | S | N | Spiele | Pkt. |
| --- | ----------------- | - | - | ------ | ---- |
| 1   | Metz TT           | 4 | 0 | 12:4   | 8    |
| 2   | TTC Novi Sad      | 2 | 2 | 8:7    | 6    |
| 3   | SKST Plus Hodonin | 0 | 4 | 3:12   | 4    |

|            | Frankreich | Serbien | Tschechien |
| ---------- | ---------- | ------- | ---------- |
| Frankreich | —          | 3:0     | 3:0        |
| Serbien    | 2:3        | —       | 3:0        |
| Tschechien | 2:3        | 1:3     | —          |

#### Gruppe C
| Datum         | Mannschaft 1     | Mannschaft 2     | Ergebnis |
| ------------- | ---------------- | ---------------- | -------- |
| 9. Nov. 2022  | Tecnigen Linares | Etival ASRTT     | 1:3      |
| 10. Nov. 2022 | Tecnigen Linares | KTS Tarnobrzeg   | 0:3      |
| 15. Nov. 2022 | KTS Tarnobrzeg   | Tecnigen Linares | 3:0      |
| 18. Nov. 2022 | KTS Tarnobrzeg   | Etival ASRTT     | 3:0      |
| 27. Nov. 2022 | Etival ASRTT     | KTS Tarnobrzeg   | 0:3      |
| 14. Dez. 2022 | Etival ASRTT     | Tecnigen Linares | 3:2      |

| Pl. | Verein           | S | N | Spiele | Pkt. |
| --- | ---------------- | - | - | ------ | ---- |
| 1   | KTS Tarnobrzeg   | 4 | 0 | 12:0   | 8    |
| 2   | Etival ASRTT     | 2 | 2 | 6:9    | 6    |
| 3   | Tecnigen Linares | 0 | 4 | 3:12   | 4    |

|            | Polen | Frankreich | Spanien |
| ---------- | ----- | ---------- | ------- |
| Polen      | —     | 3:0        | 3:0     |
| Frankreich | 0:3   | —          | 3:2     |
| Spanien    | 0:3   | 1:3        | —       |

#### Gruppe D
| Datum         | Mannschaft 1        | Mannschaft 2        | Ergebnis |
| ------------- | ------------------- | ------------------- | -------- |
| 8. Nov. 2022  | TT Moravsky Krumlov | TT Saint-Quentin    | 2:3      |
| 11. Nov. 2022 | TT Moravsky Krumlov | Linz AG Froschberg  | 0:3      |
| 13. Nov. 2022 | Linz AG Froschberg  | TT Moravsky Krumlov | 3:0      |
| 23. Nov. 2022 | TT Saint-Quentin    | Linz AG Froschberg  | 3:0      |
| 2. Dez. 2022  | Linz AG Froschberg  | TT Saint-Quentin    | 3:0      |
| 5. Dez. 2022  | TT Saint-Quentin    | TT Moravsky Krumlov | 3:0      |

| Pl. | Verein              | S | N | Spiele | Pkt. |
| --- | ------------------- | - | - | ------ | ---- |
| 1   | Linz AG Froschberg  | 3 | 1 | 9:3    | 7    |
| 2   | TT Saint-Quentin    | 3 | 1 | 9:5    | 7    |
| 3   | TT Moravsky Krumlov | 0 | 4 | 2:12   | 4    |

|            | Osterreich | Frankreich | Tschechien |
| ---------- | ---------- | ---------- | ---------- |
| Osterreich | —          | 3:0        | 3:0        |
| Frankreich | 3:0        | —          | 3:0        |
| Tschechien | 0:3        | 2:3        | —          |

## Finalrunde
|  | Viertelfinale       | Viertelfinale      |                |   | Halbfinale | Halbfinale |  |  | Finale | Finale |
|  |                     |                    |                |   |            |            |  |  |        |        |
|  | UCAM Cartagena      | 5                  |                |   |            |            |  |  |        |        |
|  | TT Saint-Quentin    | 4                  |                |   |            |            |  |  |        |        |
|  | TT Saint-Quentin    | 4                  | UCAM Cartagena | 0 |            |            |  |  |        |        |
|  |                     |                    | UCAM Cartagena | 0 |            |            |  |  |        |        |
|  |                     | KTS Tarnobrzeg     | 6              |   |            |            |  |  |        |        |
|  | TTC Novi Sad        | KTS Tarnobrzeg     | 6              | 0 |            |            |  |  |        |        |
|  | TTC Novi Sad        |                    |                | 0 |            |            |  |  |        |        |
|  | KTS Tarnobrzeg      | 6                  |                |   |            |            |  |  |        |        |
|  |                     |                    | KTS Tarnobrzeg | 6 |            |            |  |  |        |        |
|  |                     | Metz TT            | 0              |   |            |            |  |  |        |        |
|  | Metz TT             | 5                  |                |   |            |            |  |  |        |        |
|  | TTC Berlin eastside | 4                  |                |   |            |            |  |  |        |        |
|  | TTC Berlin eastside | 4                  | Metz TT        | 5 |            |            |  |  |        |        |
|  |                     |                    | Metz TT        | 5 |            |            |  |  |        |        |
|  |                     | Linz AG Froschberg | 5              |   |            |            |  |  |        |        |
|  | Etival ASRTT        | Linz AG Froschberg | 5              | 3 |            |            |  |  |        |        |
|  | Etival ASRTT        |                    |                | 3 |            |            |  |  |        |        |
|  | Linz AG Froschberg  | 6                  |                |   |            |            |  |  |        |        |

### Viertelfinale
| Datum             |                | Gesamt |                               | Hinspiel | Rückspiel |
| ----------------- | -------------- | ------ | ----------------------------- | -------- | --------- |
| 23.01./25.01.2023 | UCAM Cartagena | 5:4    | TT Saint-Quentin              | 2:3      | 3:1       |
| 24.01./26.01.2023 | TTC Novi Sad   | 0:6    | KTS Enea Siarkopol Tarnobrzeg | 0:3      | 0:3       |
| 22.01./26.01.2023 | Metz TT        | 5:4    | TTC Berlin eastside           | 2:3      | 3:1       |
| 24.01./29.01.2023 | Etival ASRTT   | 3:6    | Linz AG Froschberg            | 2:3      | 1:3       |

Bei gleicher Anzahl an gewonnenen Spielen kam ein Golden Match im Modus Best-of-three zum Einsatz. Dabei gewinnt das Team, welches zuerst zwei Spiele gewinnt. Für einen Spielgewinn ist dabei nur ein Satzgewinn nötig. Das Golden Match wurde immer unmittelbar nach dem Rückspiel noch am gleichen Abend ausgetragen.

### Halbfinale
| Datum             |                | Gesamt |                               | Hinspiel | Rückspiel | GM  |
| ----------------- | -------------- | ------ | ----------------------------- | -------- | --------- | --- |
| 13.02./23.02.2023 | UCAM Cartagena | 0:6    | KTS Enea Siarkopol Tarnobrzeg | 0:3      | 0:3       |     |
| 15.02./19.02.2023 | Metz TT        | 5:5    | Linz AG Froschberg            | 2:3      | 3:2       | 2:1 |

### Finale
| 30. März 2023 19:30 Uhr Bericht | Metz TT           | 0:3 | KTS Enea Siarkopol Tarnobrzeg | Metz                          |
|                                 | Spieleübersicht   |     |                               |                               |
| Adina Diaconu                   | Adina Diaconu     | 0:3 | Han Ying                      | 7:11, 9:11, 6:11              |
| Mariia Tailakova                | Mariia Tailakova  | 2:3 | Xiaoxin Yang                  | 6:11, 12:10, 11:8, 11:13, 5:6 |
| Pauline Chasselin               | Pauline Chasselin | 0:3 | Fu Yu                         | 5:11, 13:15, 4:11             |

| 5. April 2023 15:00 Uhr Bericht | KTS Enea Siarkopol Tarnobrzeg | 3:0 | Metz TT           | Tarnobrzeg              |
|                                 | Spieleübersicht               |     |                   |                         |
| Han Ying                        | Han Ying                      | 3:0 | Adina Diaconu     | 11:6, 11:8, 11:9        |
| Xiaoxin Yang                    | Xiaoxin Yang                  | 3:1 | Mariia Tailakova  | 11:2, 15:13, 7:11, 11:7 |
| Fu Yu                           | Fu Yu                         | 3:0 | Pauline Chasselin | 11:7, 11:8, 11:8        |